# Philip von Hutten

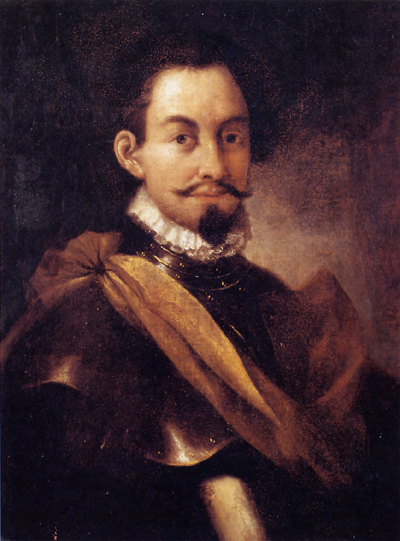
Philip von Hutten

Philip von Hutten (ur. 18 grudnia 1505, zm. 17 maja 1546 w El Tocuyo, Wenezuela) – niemiecki konkwistador, gubernator Wenezueli od 1541 roku, podróżnik i odkrywca rzeki Putomajo, dopływu Amazonki, przedstawiciel domu bankierskiego Welserów.
Philip von Hutten był zastępca i następcą Georga Hohermutha na stanowisku gubernatora Wenezueli. Uczestniczył również w wyprawie do Eldorado. W 1541 roku zorganizował nową wyprawę w poszukiwaniu legendarnej krainy. Hutten dotarł na Wyżynę Gujańską, skąd ratował się ucieczką przed Indianami. Następnie skierował się do Niziny Amazonki. W 1545 roku odkrył rzekę Putomajo leżącą 50 km od Napy. Tam napotkawszy silne, wrogie oddziały Indian powrócił do miasta Coro, gdzie został zabity przez Hiszpanów.
Po tych wydarzeniach Welserowie przestali interesować się Wenezuelą, choć formalnie należała ona do nich do roku 1555.

## Literatura
- Gisela Schmitt: Alte und Neue Welt: die Beziehungen des Joachim Camerarius zum Konquistador Philipp von Hutten, in: Rainer Kößling / Günther Wartenberg (Hrsg.): Joachim Camerarius, Tübingen 2003, S. 303–335, ISBN 3-8233-5981-9
- Jörg Denzer: Die Welser in Venezuela – Das Scheitern ihrer wirtschaftlichen Ziele, in: Mark Häberlein / Johannes Burkhardt (Hrsg.): Die Welser: Neue Forschungen zur Geschichte und Kultur eines oberdeutschen Handelshauses, Berlin 2002, S. 285–319
- Götz Simmer: Gold und Sklaven: die Provinz Venezuela während der Welser-Verwaltung (1528–1556), Berlin 2000, ISBN 3-89685-343-0
- Eberhard Schmitt / Götz Simmer (Hrsg.): Tod am Tocuyo: die Suche nach den Hintergründen der Ermordung Philipps von Hutten 1541–1550, Berlin 1999, ISBN 3-87061-863-9
- Eberhard Schmitt / Friedrich Karl von Hutten (Hrsg.): Das Gold der Neuen Welt: die Papiere des Welser-Konquistadors und Generalkapitäns von Venezuela Philipp von Hutten 1534–1541, 2., neubearb. Aufl., Berlin 1999, ISBN 3-87061-862-0
- Hermann Kellenbenz: Philipp von Hutten und das Welser-Unternehmen in Venezuela, in: Jahrbuch des Historischen Vereins Dillingen an der Donau 15 (1988), S. 367–384
- Konrad Haebler: Die überseeischen Unternehmungen der Welser und ihrer Gesellschafter, Leipzig 1903
- Burkhard Schröder: Die Konquistadoren, Reinbek 2001 (Historischer Roman über die Entrada Georg von Hohermuths und Philip von Huttens)
- Michael Zeuske: Kleine Geschichte Venezuelas, München 2007, ISBN 978-3-406-54772-0